# Offshore-Windpark Beatrice
Beatrice ist ein Offshore-Windpark im Vereinigten Königreich in der Nordsee vor der Küste Schottlands. Der Windpark ist nach dem nahegelegenen Ölfeld Beatrice benannt. Die erste Stufe des Windparks wurde 2007 als Demonstrator-Projekt mit zwei REpower 5M-Turbinen verwirklicht und verfügte über eine installierte Leistung von 10 MW. Die 2019 fertiggestellte Erweiterung erfolgte mit 84 Siemens 7-MW-Turbinen mit einer zusätzlichen Leistung von zusammen 588 MW.

## Erweiterung
Die Fläche der Erweiterung umfasst 131 km². Es wurden 84 Windkraftanlagen des Typs Siemens SWT-7.0-154 mit einer Gesamtleistung von 588 MW errichtet. Jede dieser Anlagen verfügt über einen Rotordurchmesser von 154 Metern und eine Nennleistung von 7 MW, als Fundament dient eine Jacketgründung. Jede Jacketgründung hat ein Gewicht von etwa 1000 Tonnen und eine Höhe von 80 Metern.
Nach Inbetriebnahme liefert der Windpark genug elektrische Energie, um 450.000 britische Haushalte zu versorgen. Die Kosten der Erweiterung wurden mit 2,6 Mrd. Pfund beziffert.

### Geschichte und Bau
Im Mai 2016 wurde die endgültige Investitionsentscheidung getroffen. Im April 2017 startete die Aufstellung der Fundamente, die vom Errichterschiff Stanislav Yudin durchgeführt wird. Das erste Jacket-Fundament wurde schließlich im August 2017 installiert. Am 24. Dezember 2017 waren 32 und am 15. Mai 2018 schließlich 64 von 84 Fundamenten installiert. Am 11. Juli 2018 wurde die Installation des letzten Fundament vollendet.  Ab dem 16. Juli 2018 wurde mit der Errichtung der Turbinen begonnen. Entwicklung, Bau und Betrieb wurden von SSE Renewables in einem Joint Venture mit Copenhagen Infrastructure Partners and Red Rock Power Limited geleitet.
Die offizielle Inbetriebnahme des erweiterten Windparks erfolge im Juli 2019 durch Prinz Charles.

### Netzanbindung
Die Netzanbindung erfolgt erstmals über ein modulares Konzept mit zwei Offshore-Transformator-Modulen, die den Strom von der Mittelspannungsebene 33 kV auf 220 kV transformieren und anschließend über zwei 90 km lange Exportkabel an Land leiten. Hier wird die Spannung in einer weiteren Umspannstation auf 400 kV transformiert.

### Subventionen
Für den Windpark wurde ein Differenzvertrag zu einem inflationsindexierten Preis von anfangs 140 Pfund / MWh (Preisbasis 2012) abgeschlossen.

## Auswirkungen auf britische Wirtschaft
In einer vom Windparkbetreiber durchgeführten und vom Beratungsunternehmen NEF Consulting durchgeführten Studie wurden die Auswirkungen des Projektes auf die britische Wirtschaft untersucht. Durch Modellrechnungen wird in der Studie ermittelt, dass der Offshore-Windpark mit etwa 1,13 Mrd. Pfund (umgerechnet 1,23 Mrd. Euro) zum britischen Bruttoinlandsprodukt beiträgt. Es entstünden durch das Projekt mehr als 18.000 Vollzeit-Arbeitsplätze, die vor allem in Schottland beheimatet sind. Ferner würden etwa 34 Mio. Pfund (etwa 38 Mio. Euro) in Gemeinschaftsprojekte fließen.